# John Howard Van Amringe
John Howard Van Amringe (Filadélfia, 3 de abril de 1835 — Morristown, Nova Jérsei, 1915) foi um matemático e pedagogo estadunidense.
Foi o primeiro presidente da American Mathematical Society.